# Bolzanova cena
Bolzanovu cenu uděluje rektor Univerzity Karlovy v Praze za mimořádné, zpravidla interdisciplinární objevné práce v oborech zastoupených na Univerzitě Karlově v Praze.

## Laureáti Bolzanovy ceny
Ocenění studenti.

### 9. ročník (2002)
- Magisterské práce: Mgr. Martin Gregor (FSV UK), Mgr. Veronika Hájková (PedF UK), Mgr. Jaroslav Havrlant (KTF UK), Mgr. Pavel Hynčica (FF UK), Mgr. Kateřina Jacques-Pajerová (FF UK), Mgr. Václava Kofránková (PedF UK), Mgr. Daniel Král (MFF UK), Mgr. Jan Kučera (HTF UK), Mgr. Marta Polakovičová (FF UK), Mgr. Stanislav Rubáš (FF UK), Mgr. Petra Šilarová (PedF UK), Mgr. Jan Tryzna (PF UK), Mgr. Jan Vybíral (MFF UK)
- Doktorské práce: Mgr. Vojtěch Kolman (FF UK)

### 10. ročník (2003)
- Bakalářské práce: Bc. Tereza Novotná (FSV UK), Bc. Denisa Škopová (FSV UK)
- Magisterské práce: Mgr. Milan Arner (FF UK), Mgr. Ondřej Dostál (PF UK), Mgr. Barbora Hedbávná (FF UK), Mgr. Martina Košátková (PedF UK), Mgr. Kateřina Kováčová (FF UK), Mgr. Štěpánka Litecká (FF UK), Mgr. Renáta Němečková (PedF UK), Mgr. Sylva Ondrejíčková (HTF UK), Mgr. Hana Sotáková (PedF UK), Mgr. Ing. Arnošt Vidourek, Dr. (KTF UK), Mgr. Filip Žikeš (FSV UK)
- Doktorské práce: Mgr. Radek Plašil, Ph.D. (MFF UK), Mgr. Filip Roubíček, Ph.D. (PedF UK)

### 11. ročník (2004)
- Magisterské práce: Jiří Brůžek (PedF UK), Martin Hokeš (FSV UK), Ondřej Sekvard (PF UK), Radek Soběhart (FF UK), Jan Stebel (MFF UK), Martin Teplý (HTF UK)
- Doktorské práce: Jiří Herczeg (PF UK), Zbyněk Pawlas (MFF UK), Alena Škaloudová (PedF UK)

### 12. ročník (2005)
- Magisterské práce: JUDr. PhDr. Marek Antoš (FSV UK), Mgr. Tomáš Dumbrovský (PF UK), Mgr. Marie Hrudková (MFF UK), Mgr. Tomáš Chvátal (FF UK), Mgr. Ondřej Macura (FF UK), Mgr. Stanislav Vejvar, Dis. (FF UK)
- Doktorské práce: JUDr. Tomáš Gřivna, Ph.D. (PF UK), RNDr. Daniel Němeček, Ph.D. (MFF UK)

### 13. ročník (2006)
- Bakalářské práce: Bc. Vít Engelthaler (HTF UK)
- Magisterské práce: Mgr. Veronika Balíčková (FF UK), Mgr. Anna Blabolová (PedF UK), Mgr. Ondřej Ditrych (FSV UK), Mgr. Monika Emrichová (PedF UK), PhDr. Lucie Filipová, roz. Pánková (FSV UK), Ing. Mgr. Petr Jakubík, Ph.D. (FSV UK), Mgr. Jan Kynčl (MFF UK), Mgr. Vojtěch Malínek (FF UK), Mgr. Iva Mizerová (FSV UK), Mgr. Ondřej Šerý (MFF UK), Mgr. Jiří Voda (PF UK), Mgr. Nina Vozková (PF UK)
- Doktorské práce: PhDr., Mgr. Veronika Bílková, Ph.D., E.MA (PF UK), Mgr. Josef Kapitan, Ph.D. (MFF UK), Mgr. Robert Šámal, Ph.D. (MFF UK), JUDr. Jan Wintr, Ph.D. (PF UK)
- Soutěžní práce: Mgr. Hana Vaisocherová (MFF UK)

### 14. ročník (2007)
- Bakalářské práce: Bc. Petr Glivický (MFF UK), Bc. Tomáš Havránek (FSV UK)
- Magisterské práce: Mgr. Pavel Frývaldský (KTF UK), Mgr. Ota Pavlíček (HTF UK), Bc. Petr Gajdušek (PF UK), PhDr., Ing. Jan Hanzl (FF UK), Mgr. Petra Kolářová (FF UK), Mgr. Ľubomíra Kuzmová (FF UK), Mgr. Markéta Rubešová (FF UK), Mgr. Daniela Sedláčková (FF UK), Mgr. Tomáš Ligurský (MFF UK), Mgr. Michaela Mácová (PedF UK), Mgr. Hana Nestávalová (PedF UK), Mgr. Lucie Peisertová (PedF UK), Mgr. Ondřej Holomek (FSV UK), Mgr. Tereza Melicharová (FHS UK)
- Doktorské práce: Bc. JUDr. Jiří Říha, Ph.D. (PF UK), JUDr. Jan Tryzna, Ph.D. (PF UK), Mgr. Karolina Žákovská, Ph.D. (PF UK), Mgr. Alena Lejčarová, Ph.D. (FTVS UK)
- Soutěžní práce: Mgr. Ondřej Kurka (MFF UK)

### 15. ročník (2008)
- Kategorie společenských věd: Mgr. Eva Janebová, Ph.D.
- Kategorie přírodních věd: Mgr. Barbora Benešová, Mgr. Václav Tyrpekl
- Kategorie lékařských věd: Mgr. Alena Čížková, RNDr. Petr Heneberg, Ph.D.

### 16. ročník (2009)
- Kategorie společenských věd: PhDr. Tomáš Klír, PhD., PhDr. Lucie Storchová, PhD.
- Kategorie přírodních věd: RNDr. Robert Vácha, PhD., RNDr. Tomáš Vitha, PhD.
- Kategorie lékařských věd: MUDr. Eva Al Taji, PhD., Mgr. Martina Živná, roz. Kublová

### 17. ročník (2010)
- Kategorie společenských věd: Vojtěch Belling, David Svoboda
- Kategorie přírodních věd: Lucie Ducháčková, Petr Vítek
- Kategorie lékařských věd: Lenka Krčmová

### 18. ročník (2011)
- Kategorie společenských věd: Jindřiška Bláhová
- Kategorie přírodních věd: Roman Fiala
- Kategorie lékařských věd: Lenka Nosková

### 23. ročník (2016)
- Kategorie společenskovědní včetně teologických oborů: Mgr. et Mgr. Veronika Dulíková, Ph.D. (Filozofická fakulta) – „The Reign of King Nyuserre and Its Impact on the Development of the Egyptian State. A Multiplier Effect Period during the Old Kingdom“
- Kategorie přírodovědná: RNDr. Zuzana Patáková, Ph.D. (Matematicko-fyzikální fakulta) – „Bounding Helly numbers via Betti numbers“
- Kategorie lékařská (biomedicínská): Mgr. Zuzana Ptáčková, Ph.D. (Farmaceutická fakulta) – „Interakce antiretrovirotik s lékovými efluxními transportéry a jejich vliv na transplacentární farmakokinetiku“

### 24. ročník (2017)
- Kategorie společenských věd vč. teologických oborů: JUDr. Aneta Vondráčková, Ph.D. (Právnická fakulta) – „Perspektivy harmonizace přímých daní důchodového typu v Evropské unii“
- Kategorie přírodních věd: RNDr. Miroslav Položij, Ph.D. (Přírodovědecká fakulta) – „Theoretical investigation of microporous materials for adsorption and catalysis“
- Kategorie biomedicínská: RNDr. Barbora Červinková, Ph.D. (Farmaceutická fakulta) – „Uplatnění moderních separačních technik v analýze biologického materiálu"

### 25. ročník (2018)
- Kategorie společenských věd vč. teologických oborů: Václav Janeček (Právnická fakulta) – „Kritika právní odpovědnosti“
- Kategorie přírodních věd: Michael Greben (Matematicko-fyzikální fakulta) – „Advanced spectroscopic characterization of quantum dot ensembles“;, Vojtěch Kubelka (Přírodovědecká fakulta) – „Significance of predation for breeding ecology and conservation in shorebirds“
- Kategorie biomedicínská: Lukáš Lochman (Farmaceutická fakulta) – „Studium rozpoznávacích částí senzorických azaftalocyaninů“

### 26. ročník (2019)
- Kategorie společenskovědní včetně teologických oborů: Mgr. Petr Prášek, Ph.D. (Filozofická fakulta) – Le devenir-autre de l'existence. Essai sur la phénoménologie contemporaine
- Kategorie přírodovědná: RNDr. Markéta Bocková, Ph.D. (Matematicko-fyzikální fakulta) – Multifunctional biomolecular assemblies for parallelized analysis of biomolecular interactions
- Kategorie biomedicínská: MUDr. Michal Vočka, Ph.D. (1. lékařská fakulta) – Analýza prognostických znaků u pacientů s karcinomem prsu a kolorektálním karcinomem

### 27. ročník (2020)
- Kategorie společenskovědní včetně teologických oborů: Mgr. et Mgr. Martin Odler, Ph.D. (Filozofická fakulta) – The Social Context of Copper in Ancient Egypt down to the end of Middle Kingdom
- Kategorie přírodovědná: RNDr. Johana Rotterová, Ph.D. (Přírodovědecká fakulta) – Anaerobic ciliates as a model group for studying the biodiversity and symbioses in anoxic environments
- Kategorie biomedicínská: Mgr. et Mgr. Anna Přistoupilová, Ph.D. (1. lékařská fakulta) – Využití nových metod analýzy genomu ve studiu molekulární podstaty vzácných geneticky podmíněných onemocnění

### 28. ročník (2021)
- Kategorie společenskovědní včetně teologických oborů: JUDr. Bc. Lukáš Hrdlička, Ph.D. (Právnická fakulta) – Hybrid Mismatches After the ATAD Theoretical Aspects of International Cooperation in Tax Matters
- Kategorie přírodovědná: Mgr. Ivana Víšová, Ph.D. (Matematicko-fyzikální fakulta) – The study on interactions of functional surfaces with biological systems
- Kategorie biomedicínská: Mgr. Kateřiny Kreisingerové, Ph.D. (1. lékařská fakulta) – Molecular mechanisms of tumor pathogenesis of Hedgehog signaling pathway in selected tumor types

### 29. ročník (2022)
- Kategorie přírodovědná: PharmDr. Thuy Linh Nguyen, Ph.D. (Farmaceutická fakulta v Hradci Králové) – Advances in discovery and testing of anthelmintics
- Kategorie biomedicínská: MUDr. Michael Svatoň, Ph.D. (2. lékařská fakulta) – Patogenetické mechanismy imunitní dysregulace a hematopoetických onemocnění
- Kategorie společenskovědní včetně teologických oborů: JUDr. Jan Exner, Ph.D. (Právnická fakulta) – The Fight against Doping in Sport in Interaction with European Union Law. Proportionality of Ineligibility and Anti-Doping Education

### 30. ročník (2023)
- Kategorie přírodovědná: Mgr. Šimon Midlík, Ph.D. (Matematicko-fyzikální fakulta) – Quantum Fluid Dynamics and Quantum Turbulence Probed Using Micro- and Nano- resonators
- Kategorie biomedicínská: MUDr. MgA. Pavla Tichá, Ph.D. (3. lékařská fakulta) – Objektivní a subjektivní faktory v hodnocení výsledků rekonstrukce prsu po mastektomii
- Kategorie společenskovědní včetně teologických oborů: Mgr. et Mgr. Klára Andresová, Ph.D. (Filozofická fakulta) – Šíření vojenské teorie v raném novověku: Vojenské příručky vytištěné ve střední Evropě v letech 1550-1650